# Sonate K. 128
La sonate K. 128 (F.87/L.296) en si bémol mineur est une œuvre pour clavier du compositeur italien Domenico Scarlatti.

## Présentation
La sonate K. 128, en si bémol mineur, est notée Allegro. Par sa progression harmonique, sa coupe rythmique et sa simplicité thématique, elle s'apparente à la précédente. C'est la seule sonate de cette tonalité avec la K. 131.

## Manuscrits
Le manuscrit principal est le numéro 31 du volume XV (Ms. 9771) de Venise (1749), copié pour Maria Barbara ; les autres sont Parme II 29 (Ms. A. G. 31407), Münster III 18 (Sant Hs 3966) et Vienne E 16. Une copie figure à Saragosse, source 3, ms. B-2 Ms. 32, fos 11v-3r, no 6 (1751–1752) et une autre à Cambridge, manuscrit Fitzwilliam, ms. 32 F 13 no 12 (1772).

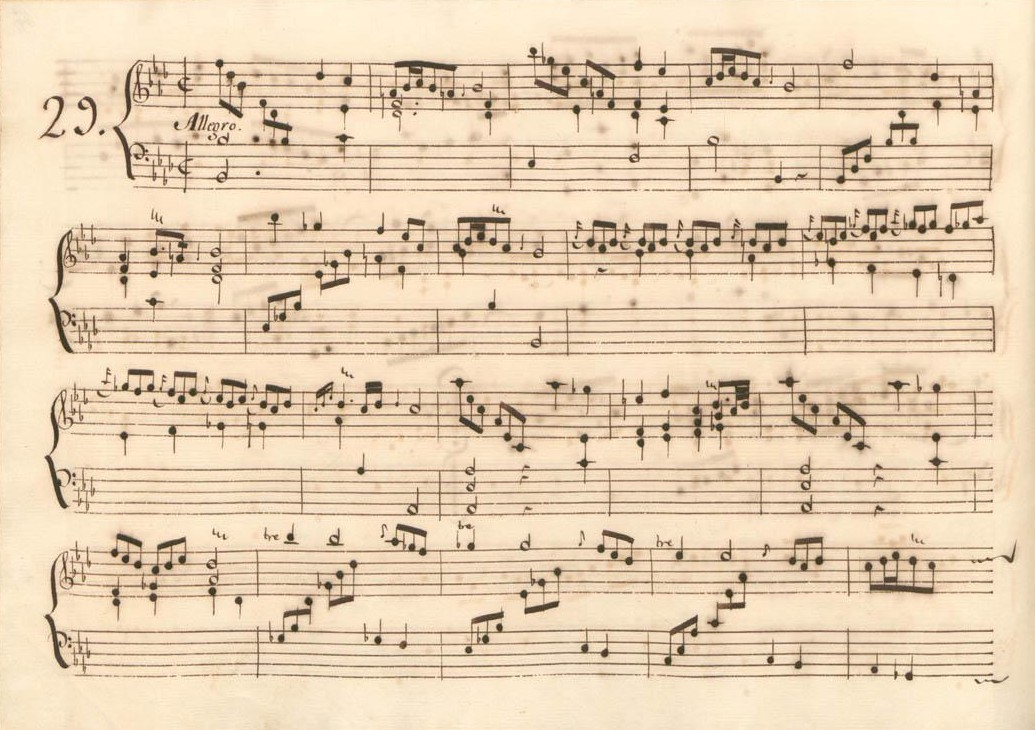
Parme II 29.
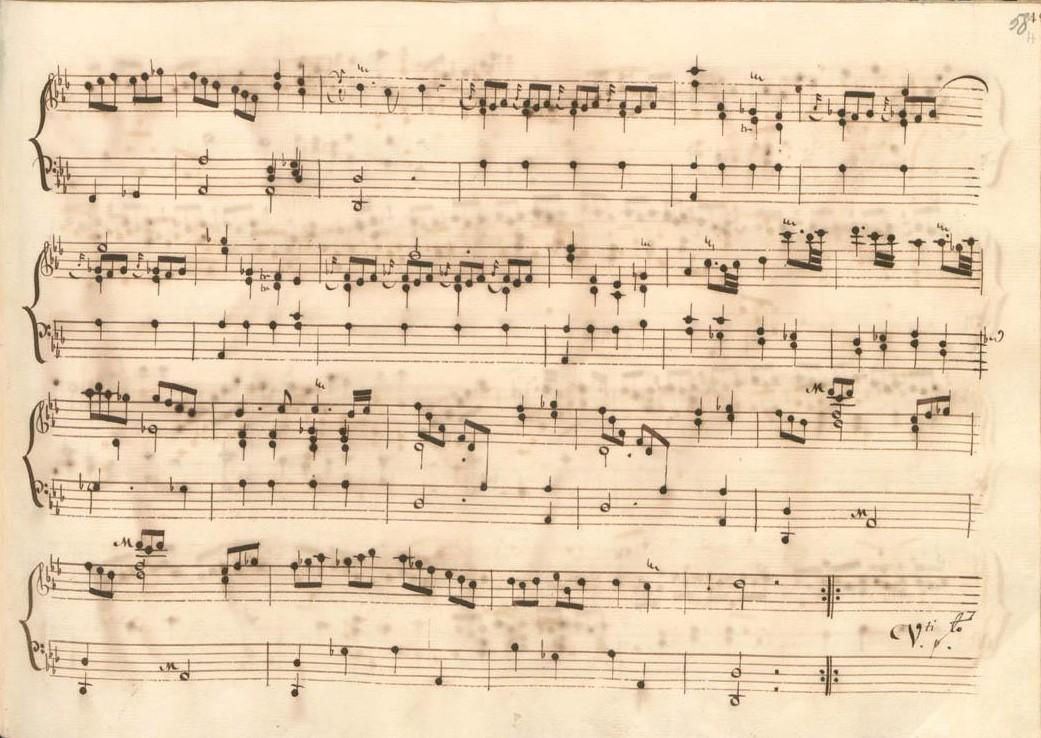
Parme II 29 (fin de la première section).
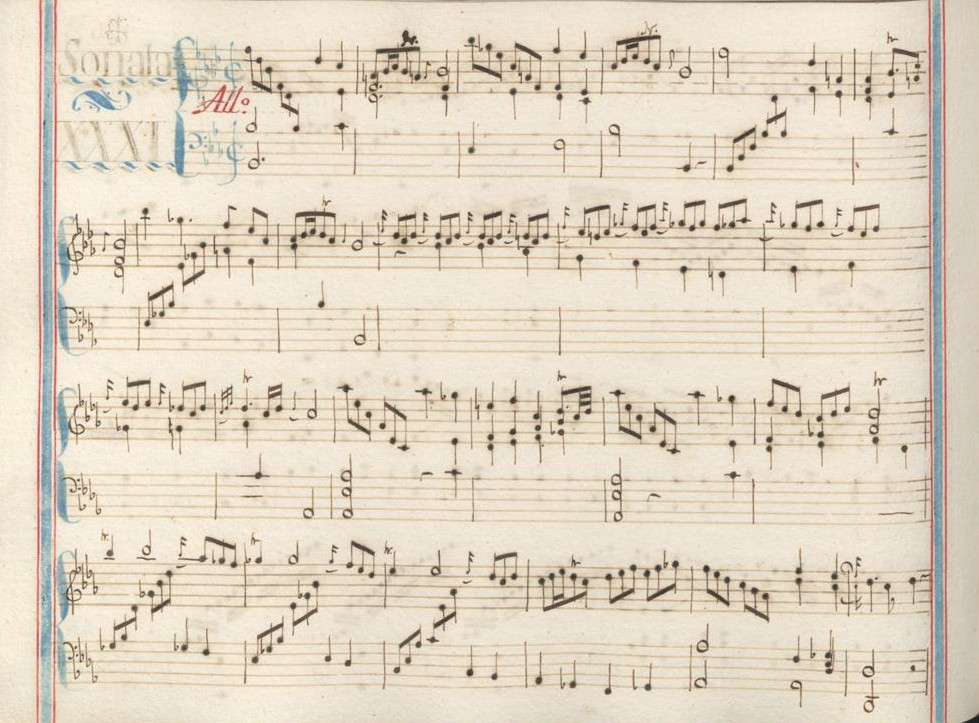
Venise XV 31.
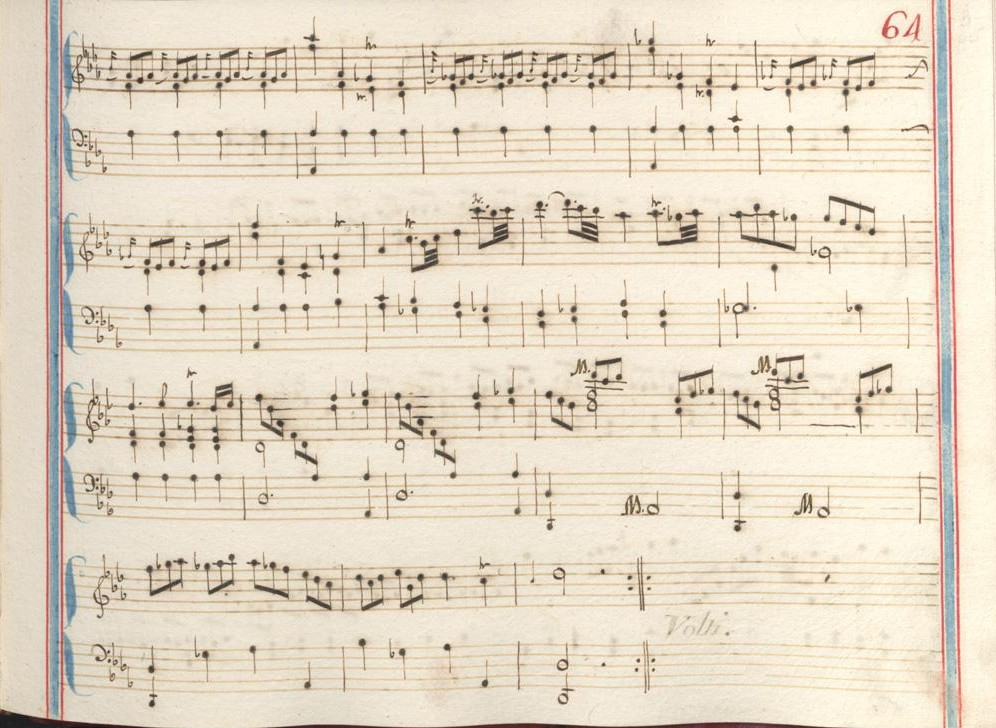
Venise XV 31 (fin de la première section).
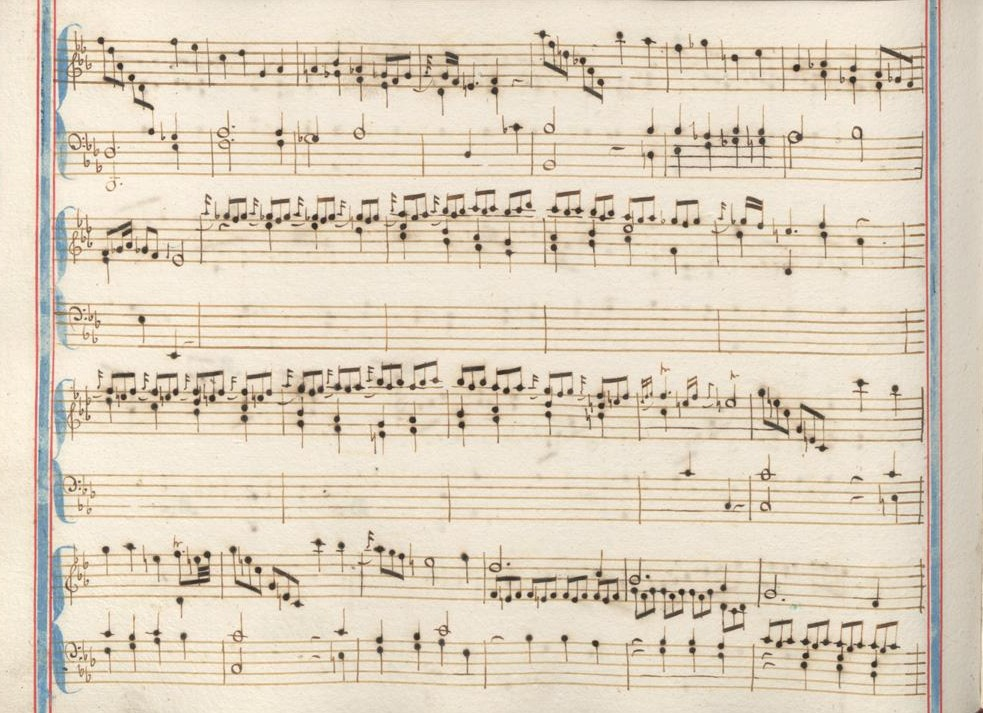
Venise XV 31 (Début de la seconde section).
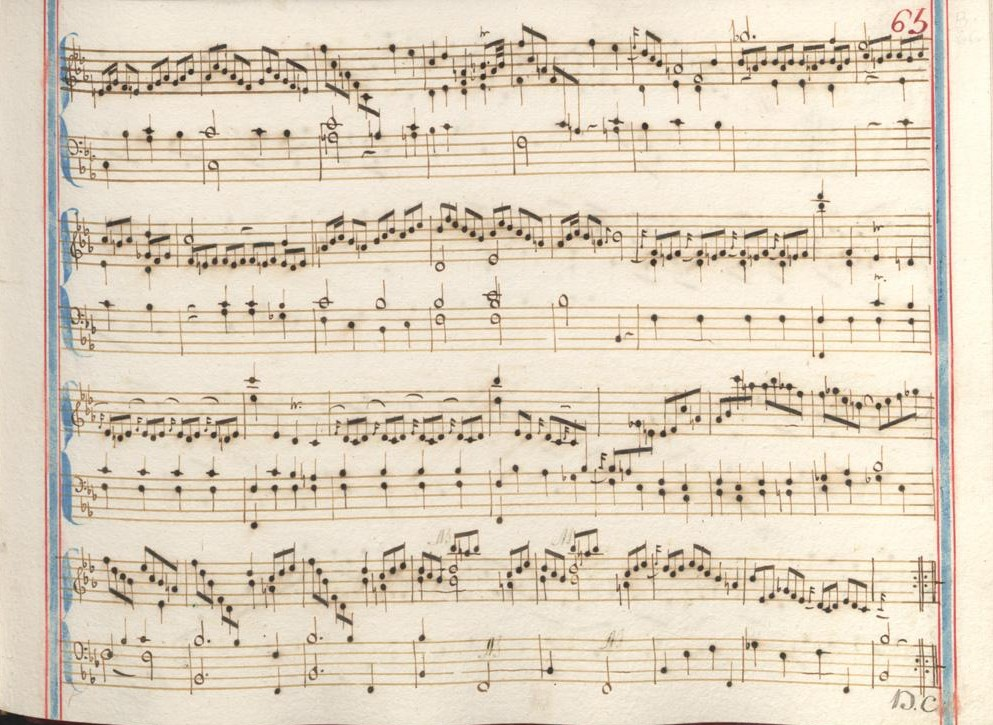
Venise XV 31 (fin de la sonate).

## Interprètes
La sonate K. 128 est défendue au piano, notamment par Hae Won Chang (1984, Naxos, vol. 2), Maria Tipo (1987, EMI), Zhu Xiao-Mei (1995, INA), Olivier Cavé (2007, Æon), Carlo Grante (2009, Music & Arts, vol. 1) et Christoph Ullrich (2019, Tacet, vol. 3) ; au clavecin par Luciano Sgrizzi (1980, Erato), Scott Ross (1985, Erato), Richard Lester (2005, Nimbus, vol. 6) et Pieter-Jan Belder (Brilliant Classics, vol. 3).

## Sources
: document utilisé comme source pour la rédaction de cet article.
- Ralph Kirkpatrick (trad. de l'anglais par Dennis Collins), Domenico Scarlatti, Paris, Lattès, coll. « Musique et Musiciens », 1982 (1re éd. 1953 (en)), 493 p. (ISBN 978-2-7096-0118-4, OCLC 954954205, BNF 34689181).
- Alain de Chambure, « Domenico Scarlatti, Intégrale des sonates — Scott Ross », Erato/Éditions Costallat (2564-62092-2 (livret : 2292-45309-2)), 1985 (OCLC 891183737) .
- (es) Celestino Yáñez Navarro (thèse), Nuevas aportaciones para el estudio de las sonatas de Domenico Scarlatti. Los manuscritos del Archivo de Música de las Catedrales de Zaragoza, Université autonome de Barcelone, 2016 (lire en ligne)